# Białężyn (powiat poznański)
Białężyn – wieś w Polsce położona w województwie wielkopolskim, w powiecie poznańskim, w gminie Murowana Goślina.
Wieś szlachecka Bialęzino położona była w 1580 roku w powiecie poznańskim województwa poznańskiego.
Wieś położona ok. 8 km na północny zachód od Murowanej Gośliny. Przez wieś przebiega droga wojewódzka nr 187.

## Historia
Występowała w księgach biskupich także pod nazwą Bialenzyno. Białężyn był niegdyś własnością Kaczkowskich, potem Mycielskich, a następnie Kierskich. Wieś posiada kościół św. Tymoteusza, który powstał w 1725 r. z rozebranego kościoła w Słomowie oraz cmentarz. Mieszkańcy Białężyna brali czynny udział w powstaniu wielkopolskim. W okresie międzywojennym wieś należała do powiatu obornickiego i miała mieszaną ludność: główną część wsi zamieszkiwali Polacy, a przysiółek Białężynek Niemcy.
W latach 1954–1959 wieś należała i była siedzibą władz gromady Białężyn, po jej zniesieniu w gromadzie Murowana Goślina. W latach 1975–1998 miejscowość administracyjnie należała do województwa poznańskiego.

## Obiekty
Wieś jest wydłużoną „wieloulicówką” zabudowaną domami jedno- i wielorodzinnymi. Jako miejscowość słynie z sadów, których owoce zyskały sobie odbiorców w kraju i zagranicą. Wieś posiada szkołę podstawową i dwa boiska, w tym jedno ze sztuczna nawierzchnią i oświetleniem, a także jednostkę Ochotniczej Straży Pożarnej.

## Cmentarz
Na miejscowym cmentarzu groby m.in.:
- Stefana Degi, który zginął 15 grudnia 1944 pod Lesznem koło Warszawy, zamordowany przez hitlerowców,
- Władysława Adamskiego - ochotnika z Armii gen. Hallera, zmarły 3 marca 1920,
- Józefa Skowrońskiego, powstańca wielkopolskiego poległego 13 grudnia 1919,
- Józefa Łukowskiego i Stanisława Kołacza, zamordowanych przez hitlerowców 7 listopada 1939[7].